# József Szigeti
József Szigeti, född 5 september 1892 i Budapest, död 19 februari 1973 i Luzern, Schweiz, var en ungersk violinist.
Eugène Ysaÿes första soloviolinsonat är tillägnad Szigeti.